# Луговое (Тамбовский район)
Луговое — упразднённое село в Тамбовском районе Амурской области России. Исключено из учётных данных в 1979 году.

## География
Село располагалось севернее региональной дороги Лермонтовка — Николаевка у безымянного пруда, на расстоянии примерно 4 километров (по прямой) к востоку от села Николаевка.

## История
Решением Амурского облисполкома № 414 от 15 июля 1964 г. зарегистрирован населённый пункт второе отделение совхоза «Партизан» которому присвоено название — посёлок Луговой.
Решением Амурского исполкома от 23 мая 1979 года № 246, село Луговое исключено из учётных данных как несуществующее.